# Федорівський заказник (Житомирська область)
Фе́дорівський зака́зник — ландшафтний заказник місцевого значення в Україні. Розташований на території Звягельського району Житомирської області, на північний схід від села Федорівка.
Площа 557 га. Статус присвоєно згідно з рішенням XII сесії Житомирської обласної ради VI скликання від 22.11.2012 року № 718. Перебуває у віданні ДП «Новоград-Волинське ДЛМГ», Новоград-Волинське лісництво, кв. 78 (площа 49 га), кв. 79 (площа 50 га), кв. 80 (площа 48 га), кв. 81 (площа 51 га), кв. 82 (площа 30 га), кв. 89 (площа 64 га), кв. 90 (площа 58 га), кв. 91 (площа 53 га), кв. 92 (площа 47 га), кв. 93 (площа 56 га), кв. 94 (площа 51 га).
Статус присвоєно для збереження частини лісового масиву з цінними насадженнями дуба, берези, сосни. Є багато заболочених ділянок.